# Ритба
Йом Тов Асевилли(Ритба; 1260-е — 1320-е) — испанский средневековый раввин. Автор авторитетного и широко использовавшегося трактата к Талмуду (часть которого, однако, может принадлежать не его перу).

## Биография
Родился в Севилье, Испания около 1260 года. Был учеником Шломо бен Адерета и Аарон ха-Леви Барселонского. Некоторое время учился во Франции. Большую часть жизни провёл в Сарагосе. Умер около 1314 или после 1328 года. Был раввином и главой йешивы в Севилье. Кроме комментария к Талмуду, который отличается своей сжатостью и ясностью, он оставил комментарии к трудам Ицхака Альфаси и некоторым работам Моше бен Нахмана. Обладал авторитетом в еврейском мире и вне его — даже при жизни великих учителей Ритбы ему направлялись вопросы религиозного и правового характера, на которые раввин отвечал.